# Choe Son-hui
Choe Son-hui (* 10. August 1964 in Pjöngjang) ist eine nordkoreanische Diplomatin und Politikerin der Partei der Arbeit Koreas (PdAK), die unter anderem seit Juni 2022 Außenministerin sowie seit 2019 Deputierte der Obersten Volksversammlung ist.

## Leben
Choe Son-hui ist eine Adoptivtochter von Ch’oe Yŏng-rim, der von 2010 bis 2013 Vorsitzender des Ministerrats der Demokratischen Volksrepublik Korea und damit Ministerpräsident war. Nach der Schulausbildung absolvierte sie ein Studium, in deren Verlauf sie auch Auslandssemester in der Volksrepublik China, Österreich und Malta hatte. Im Anschluss trat sie in den Dienst des Außenministeriums und war dort in der Forschungsabteilung sowie als Übersetzerin für die englische Sprache tätig. In dieser Funktion nahm sie auch an zahlreichen Treffen und Verhandlungen zur Unterstützung des Chefunterhändlers für das Kernwaffenprogramm Nordkoreas, Vize-Außenminister Kim Kye-kwan wie bei den Sechs-Parteien-Gesprächen und anderen hochrangigen diplomatischen Treffen teil wie im August 2009 beim Besuch des früheren US-Präsident Bill Clinton in Pjöngjang. Im Oktober 2010 begleitete sie Kim Kye-kwan bei einem Treffen in Peking. In der Folgezeit war sie Leiterin der Abteilung Übersetzung und Verwaltungsdienste im Außenministerium. Später wechselte sie in die Hauptabteilung für Nordamerika-Angelegenheiten und wurde zuletzt 2016 Generaldirektorin dieser Hauptabteilung sowie zugleich Direktorin des Instituts für Amerikastudien.
Im Februar 2018 wurde Choe als Nachfolgerin von Han Song-ryol zunächst Vize-Außenministerin und war in dieser Funktion für Nordamerika verantwortlich. Als solche war sie bis zu ihrer Ablösung durch den bisherigen Botschafter in Spanien Kim Hyok-chol im Februar 2019 auch Chefunterhändlerin bei den Verhandlungen mit den USA in Nuklearfragen. Bei der Wahl vom 10. März 2019 wurde sie für die 14. Wahlperiode erstmals zur Deputierten der Obersten Volksversammlung gewählt. Im April 2019 löste sie schließlich Kim Kye-kwan ab und übernahm den Posten als Erste Vize-Außenministerin. Im Juni 2022 wurde sie zur Außenministerin ernannt.

## Weblink
- Biografie in North Korea Leadership Watch